# Groupement Sportif des Pétroliers (equipo ciclista)
Groupement Sportif des Pétroliers (código UCI: GSP) es un equipo ciclista argelino de categoría Continental. 
Se trata de la sección de ciclismo del grupo deportivo del mismo nombre.
Fundado en 2011, corrió esa temporada principalmente en carreras del UCI Africa Tour, el circuito continental africano del que resultó ganador por equipos.

## Sede
El equipo tiene su sede en Argel (71, chemin cheikh Bachir el brahimi el biar) (Argelia).

## Clasificaciones UCI
| Año                      | Clasificación por equipos | Mejor corredor en la clasificación individual | Posición |
| 2010-2011 (Africa Tour)  | 1.º                       | Azzedine Lagab                                | 3.º      |
| 2010-2011 (America Tour) | 38.º                      | Youcef Reguigui                               | 326.º    |
| 2010-2011 (Europe Tour)  | 106.º                     | Youcef Reguigui                               | 606.º    |
| 2011-2012 (Africa Tour)  | 2º                        | Azzedine Lagab                                | 4.º      |
| 2011-2012 (Europe Tour)  | 90.º                      | Youcef Reguigui                               | 208.º    |
| 2012-2013 (Africa Tour)  | 5.º                       | Azzedine Lagab                                | 15.º     |
| 2013-2014 (Africa Tour)  | 2.º                       | Azzedine Lagab                                | 3.º      |
| 2013-2014 (Asia Tour)    | 38.º                      | Azzedine Lagab                                | 60.º     |
| 2015 (Africa Tour)       | 10.º                      | Azzedine Lagab                                | 3.º      |
| 2018 (Africa Tour)       | 3.º                       | Azzedine Lagab                                | 3.º      |

## Palmarés
Para años anteriores véase: Palmarés del Groupement Sportif Pétrolier Algérie.

### Palmarés 2020

#### Circuitos Continentales UCI
| Fechas | Circuito | Carreras | Ganador |

#### Campeonatos nacionales
| Fechas | Carreras | Ganador |

## Plantilla
Para años anteriores, véase Plantillas del Groupement Sportif Pétrolier Algérie

### Plantilla 2020
| Corredor             | Nacimiento | Nacionalidad | Equipo 2019                                      |
| Mohamed Nadjib Assal | 07/06/1999 | Argelia      | Neoprofesional                                   |
| Saber Belmoukhtar    | 12/02/2000 | Argelia      | Neoprofesional                                   |
| Sadik Benganif       | 25/10/2001 | Argelia      | Neoprofesional                                   |
| Abdelraouf Bengayou  | 07/07/1998 | Argelia      | Neoprofesional                                   |
| Abdallah Benyoucef   | 10/04/1987 | Argelia      | Groupement Sportif des Pétroliers Algérie (2018) |
| Oussama Chablaoui    | 05/10/1999 | Argelia      | Neoprofesional                                   |
| Abdelghani Fellah    | 11/12/1995 | Argelia      | Groupement Sportif des Pétroliers Algérie (2018) |
| Karim Hadjbouzit     | 10/02/1991 | Argelia      | Groupement Sportif des Pétroliers Algérie (2018) |
| Yacine Hamza         | 18/04/1997 | Argelia      | VIB Sports                                       |
| Zine Eddine Karar    | 28/09/1998 | Argelia      | Neoprofesional                                   |
| Azzedine Lagab       | 18/09/1986 | Argelia      | VIB Sports                                       |
| Ismain Lallouchi     | 19/07/1989 | Argelia      | Groupement Sportif des Pétroliers Algérie (2018) |
| Ismail Medjahed      | 27/12/1997 | Argelia      | VIB Sports (stagiaire, 2018)                     |
| Ayoub Sahiri         | 25/01/2001 | Argelia      | Neoprofesional                                   |